# العلاقات المغربية الجنوب إفريقية
العلاقات المغربية الجنوب أفريقية هي العلاقات الثنائية التي تجمع بين المغرب وجنوب أفريقيا.

## مقارنة بين البلدين
هذه مقارنة عامة ومرجعية للدولتين:
| وجه المقارنة                                              | المغرب                                 | جنوب أفريقيا |
| --------------------------------------------------------- | -------------------------------------- | --- |
| المساحة (كم2)                                             | 710.85 ألف                             | 1.22 مليون |
| عدد السكان (نسمة)                                         | 36.07 مليون                            | 57.73 مليون |
| الكثافة السكانية (ن./كم²)                                 | 50.74                                  | 47.32 |
| العاصمة                                                   | الرباط                                 | بريتوريا، بلومفونتين، كيب تاون |
| اللغة الرسمية                                             | اللغة العربية، أمازيغية معيارية مغربية | لغة إنجليزية، اللغة الأفريقانية، اللغة النديبلي الجنوبية، اللغة السوثو الشمالية، اللغة السوتية، لغة سوازي، اللغة التسونجا، اللغة التسوانية، اللغة الفيندية، اللغة الكوسية، اللغة الزولوية |
| العملة                                                    | درهم مغربي                             | راند جنوب أفريقي |
| الناتج المحلي الإجمالي (بليون دولار)                      | 109.14 مليار                           | 349.42 مليار |
| الناتج المحلي الإجمالي (تعادل القوة الشرائية) بليون دولار | 274.06 مليار                           | 725.91 مليار |
| الناتج المحلي الإجمالي الاسمي للفرد دولار أمريكي          | 2.88 ألف                               | 5.72 ألف |
| الناتج المحلي الإجمالي للفرد دولار أمريكي                 | 7.49 ألف                               | 13.05 ألف |
| مؤشر التنمية البشرية                                      | 0.628                                  | 0.666 |
| رمز المكالمات الدولي                                      | +212                                   | +27 |
| رمز الإنترنت                                              | .ma                                    | .za |
| المنطقة الزمنية                                           | ت ع م+01:00                            | ت ع م+02:00، أفريقيا/جوهانسبرغ ‏ |

## منظمات دولية مشتركة
يشترك البلدان في عضوية مجموعة من المنظمات الدولية، منها:
| علم المنظمة | اسم المنظمة                        | تاريخ انضمام المغرب | تاريخ انضمام جنوب أفريقيا |
| ----------- | ---------------------------------- | ------------------- | ------------------------- |
|             | مؤسسة التنمية الدولية              | 29 ديسمبر 1960      | 12 أكتوبر 1960            |
|             | يونسكو                             | 7 نوفمبر 1956       | 4 نوفمبر 1946             |
|             | وكالة ضمان الاستثمار متعدد الأطراف | 17 سبتمبر 1992      | 10 مارس 1994              |
|             | الأمم المتحدة                      | 12 نوفمبر 1956      | 7 نوفمبر 1945             |
|             | الفريق المعني برصد الأرض           | ?                   | ?                         |
|             | الاتحاد البريدي العالمي            | ?                   | ?                         |
|             | البنك الدولي للإنشاء والتعمير      | 25 أبريل 1958       | 27 ديسمبر 1945            |
|             | المنظمة الهيدروغرافية الدولية      | ?                   | ?                         |
|             | الاتحاد الدولي للاتصالات           | 1 نوفمبر 1956       | 1910                      |
|             | منظمة حظر الأسلحة الكيميائية       | ?                   | ?                         |
|             | مؤسسة التمويل الدولية              | 30 أغسطس 1962       | 3 أبريل 1957              |
|             | منظمة التجارة العالمية             | 1995                | 1995                      |
|             | منظمة الشرطة الجنائية الدولية      | ?                   | ?                         |
|             | الاتحاد الأفريقي                   | ?                   | 6 يونيو 1994              |
|             | البنك الإفريقي للتنمية             | ?                   | ?                         |

## وصلات خارجية
- موقع وزارة الخارجية المغربية
- موقع وزارة الخارجية الجنوب أفريقية